# 社会主义国家

目前社會主義國家分布图
马克思列宁主义國家
憲法定為社会主义的國家

目前公認共產黨執政的社會主義國家：中華人民共和國、古巴共和國、越南社會主義共和國、老撾人民民主共和國

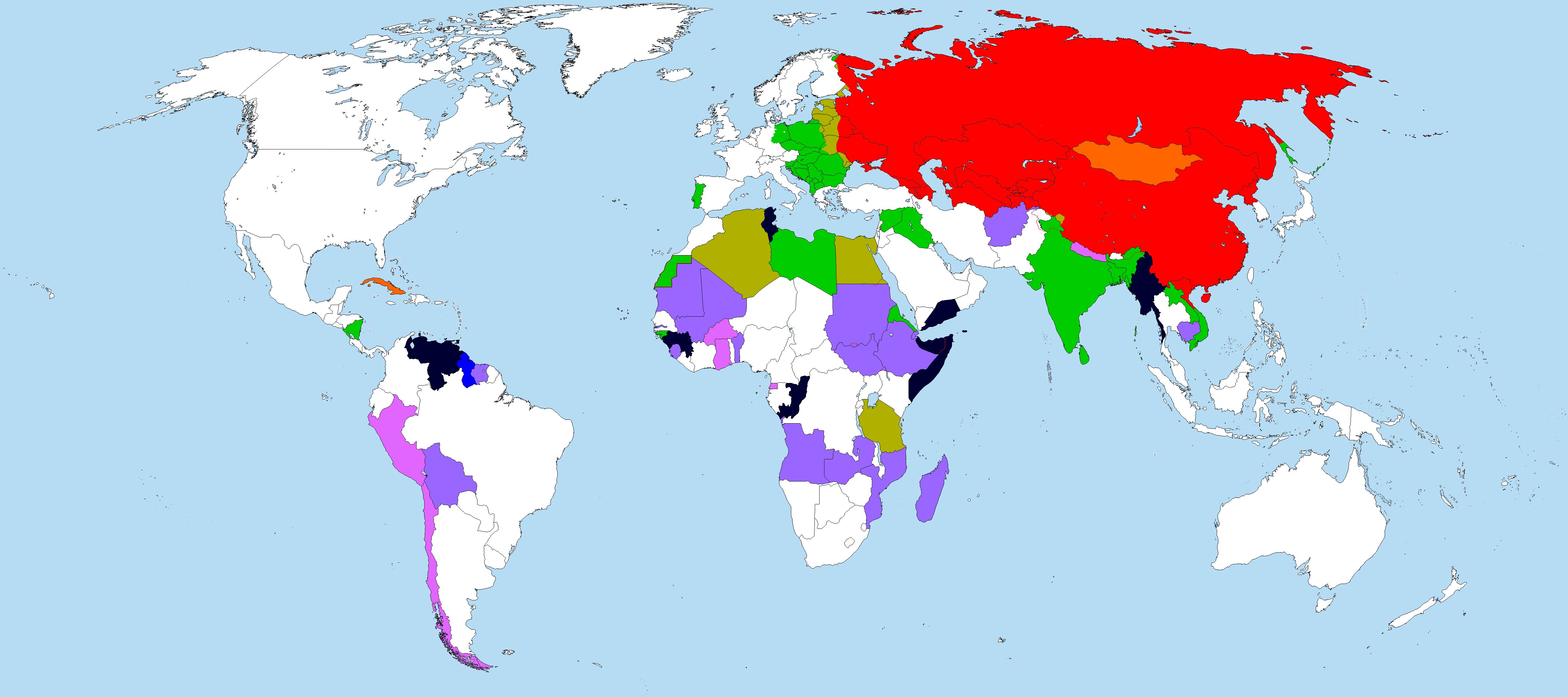
在宪法或政治纲领中定性本国为“社会主义”的国家
70年以上
60—70年
50—60年
40—50年
30—40年
20—30年
不足20年

上色區域為1979年—1983年共產黨執政的社會主義國家

社会主义国家就一般定义而言，是指实行社会主义制度的国家，或采用社会主义意识形态的国家，政體為共和制。其中那些长期实行共产党一党执政，并信仰马克思列宁主义及其衍生理论的国家又被称为“共产主义国家”，即“狭义的社会主义国家”。在这些国家范围内和其他认可这一制度的国家内被称为社会主义国家，实行社会主义制度。共产主义国家可以存在一些合法的政党，但国家的宪法只会把执政权赋予共产党。因而在这种情况下，国家与共产党的机构会密切地联系在一起。

## 对于其界定的争议

### 马克思主义者的观点
由于对马克思主义的理解和政治目的不同，不同类型的马克思主义者对“何为社会主义国家”有完全不同的看法。对于所有反对斯大林主义的马克思主义者而言，例如民主社会主义者认为“没有民主就没有社会主义”，托洛茨基主义者认为“一国不能建成社会主义”并反对苏联的官僚体制，部分西方马克思主义者例如赫伯特·马尔库塞等人则认为苏联等国是把马克思主义扭曲成为专制统治辩护的工具，苏联是一个不民主的、官僚体制的国家而并非真正的社会主义。在马克思主义语境下，社会主义取代资本主义，正如同资本主义社会取代封建社会一样；真正的社会主义只能由高度发达的资本主义社会才能孕育，它必须是比资本主义社会更民主更自由的社会形态。很多反斯大林主义左翼都拒绝承认所谓的“社会主义阵营国家”是真正的社会主义，而认为它们是官僚工人国家或者“国家资本主义”甚至封建社会，因此人类历史上至今并未产生过真正的社会主义国家，而只凭一国也不可能完全建成科学社会主义。“共产主义国家”这个提法也是自相矛盾的，因为在马克思主义的历史观上“共产主义社会”裏是不存在国家机器的。马克思和恩格斯本人并没有过一党专政的观点，并且支持普选和结社自由。巴黎公社是一个全民直接选举、多党制的政权。在今天的大部分国家，国内也都存在着多个社会主义性质的左翼政党。而根据弗拉基米尔·列宁个人的思想，他实际上也更希望建立一个实行多党制的社会主义国家；但列宁时期的苏联在内战中就已出现官僚化的迹象；约瑟夫·斯大林上台后，建立起一党专政体制，并且成为后来所有苏式社会主义国家效仿的对象。罗莎·卢森堡、卡尔·科尔施和列夫·托洛茨基都曾批判过苏联布尔什维克的一党专政模式。社会主义民主在理论上具有全民性，普选则包括选举权和被选举权的普遍拥有。而在一党专政（党政合一）的体制下，国家最高领导人和地方最高领导人只能是当地的共产党。党委书记，无党派人士和卫星党人士无法参选，这就相当于被剥夺了被选举权，与人人平等的社会主义民主是絕對矛盾的。而人民不能自由组党，也违背了结社自由。在一些苏联模式的国家引入市场经济和私营经济以后，由于公权力不受制约加上原本就禁止组建独立的工会，私营企业往往依附于官僚阶层而缺乏独立性，国营企业则通过权力寻租逐渐发展为典型的国家资本主义，这就不可避免地自然朝着官僚资本主义方向转化，在劳工权益层面甚至不如自由资本主义。

### 西方国家的观点
在西方国家，对于是否存在“社会主义国家”，或者说是否可以用“社会主义”来形容国家，仍存在争议。在很多人看来，社会主义只能用来形容经济或社会，但不能形容国家政权，因此不存在所谓的“社会主义国家”。对于社会主义阵营国家，西方普遍认为虽然他们自称是“社会主义国家”，但它们不是真正的社会主义，甚至不具有社会主义性质，原因同样主要在于对社会主义的理解存在差异。相对而言，西方国家所说的社会主义多指社会民主主义和民主社会主义，例如加拿大、北欧五国等福利国家和法国社会党、英国工党等社会党国际成员以及拉丁美洲的一些由社会主义政党执政的多党制国家所主张的社会主义。西方国家一般称苏联、中华人民共和国、越南、古巴等由共产党执政的社会主义国家为“共產主義國家”。也有些西方学者认为社会主义阵营国家实行的经济制度属于社会主义，故称之为苏式社会主义。另外，西方学者也对马克思主义和社会主义阵营国家之间的具体关系进行了区分。虽然绝大多数社会主义阵营国家都声称以马克思主义为最高信仰，但有不少西方学者认为他们信仰的根本不是马克思主义，或者说不是真正的马克思主义，而是列宁主义，甚至是斯大林主义，这也是苏式社会主义这一名称的由来。

### 社会主义阵营的观点
社会主义阵营国家认为自己就是社会主义国家，且只承认那些和自己制度相类似的国家才是社会主义国家。社会主义国家的标志是实行生产资料公有制（但不一定只有生产资料公有制 注意公有制不代表国有制 兩者有很大区別 ），并往往采用一党制，因此西方又称之为“共產主義國家”。目前世界上还没有完全意义上的共产主义国家，其中共产主义是其最高目标，而社会主义是其过渡阶段。因此除了民主柬埔寨自称是共产主义国家外其余的都自称处在共产主义的第一階段：社会主义，他们通常自称是社会主义国家而非共产主义国家。不过在社会主义理论中，对这一时期国家社会形态定义为“社会主义社会”，故而认为社会主义是共产主义的前一阶段。其中中國还提出了社會主義初級階段理論，中华人民共和国称自己目前处于“社会主义初级阶段”，这是一个独有的提法，走的是中国特色社會主義，由國營企業主導的市场经濟路线。另外，国名中出现“社会主义”字样的国家不一定是社会主义国家，没有出现“社会主义”字样的国家不一定不是社会主义国家。
共产党掌握政权主要像苏联、中华人民共和国等国那样通过国家内战，由城市精英主導革命，或通過農民起義夺取政权，走上社会主义道路。社会主义国家建立后，大多都加入社会主义阵营，也有一些国家因与苏联发生争执而退出，如约瑟普·布罗兹·铁托領導的南斯拉夫社会主义联邦共和国、毛澤東領導的中华人民共和国、恩維爾·霍查領導的阿尔巴尼亚社会主义人民共和国等。
1989年到1991年间，苏联和东欧发生了剧烈的政治动荡，共产党纷纷失去政权，苏联解体和东欧剧变使得社会主义国家的数量急剧减少，令其余的社会主义国家产生了空前的危机，也令其余的社会主义国家开始了意识形态的分裂。以朝鲜为代表国家继续实行过去的方针政策，而以中国为代表的国家开始进行改革。对于进行改革的社会主义国家，在很多西方人眼中已经不再属于社会主义国家。而像朝鲜民主主义人民共和国这样的原强硬斯大林主义国家也已经“变质”，演变为家族独裁政权。但鉴于对“社会主义国家”概念本身就很难给出一个绝对的定义，因此对于进行改革的社会主义国家是否还是“社会主义国家”现在也很难给出明确的结论。

### 其他国家的观点
二战后的民族独立浪潮中，除部分国家走上苏式社会主义的道路外，还有相当数量新独立的国家也曾宣布自己是某种特殊类型的“社会主义国家”，总共约有50多个。这些国家的“社会主义”往往具有民族主义或宗教社会主义的色彩，如：“国大党社会主义”、“缅甸式社会主义”、“阿拉伯复兴社会主义”、“基督教社会主义”、“佛教社會主義”、“伊斯兰社会主义”、“阿拉伯社会主义”、“乌贾马社会主义”、“非洲社會主義”、“桑地诺社会主义”。其中，葡萄牙、印度、斯里兰卡、圭亚那、尼泊尔等民主国家的宪法中规定有社会主义，而缅甸、利比亚、伊拉克、叙利亚等非民主国家的宪法中也曾经规定有社会主义。总之，亚非拉地区尤其是拉丁美洲的部分国家政府经常喊着社会主义口号推行自己的模式，它们认为自己是“有本国特色的社会主义”。

## 政治分類
| 西方世界的观点 | 社会主义阵营国家及不结盟国家的观点 |
| --- | --- |
| 1. 自由世界 2. 东方集团 3. 不结盟国家 | 1. 资本主义阵营 2. 社会主义阵营 3. 不结盟国家 |
| 毛泽东的观点 | 恩维尔·霍查的观点 |
| 1. 第一世界（超级大国：美國、蘇聯） 2. 第二世界（中等国力的工业化国家：西歐、加拿大、澳大利亚、紐西蘭及日本） 3. 第三世界（包括中華人民共和國在内的广大发展中国家） | 1. 资本主义国家（美國、英國等）和修正主义国家（蘇聯、中華人民共和國、南斯拉夫社會主義聯邦共和國等） 2. 社会主义国家（阿爾巴尼亞社會主義人民共和國） |

## 社会主义国家列表
| 主权国家                                   | 执政党                                     | 主要意识形态                               | 最高领导人                                 | 国家元首                                   | 政府首脑                                   | 政治体制                                   | 现行宪法                                   | 行宪时间                                   |
| 现存的以马克思列宁主义为指导的社会主义国家 | 现存的以马克思列宁主义为指导的社会主义国家 | 现存的以马克思列宁主义为指导的社会主义国家 | 现存的以马克思列宁主义为指导的社会主义国家 | 现存的以马克思列宁主义为指导的社会主义国家 | 现存的以马克思列宁主义为指导的社会主义国家 | 现存的以马克思列宁主义为指导的社会主义国家 | 现存的以马克思列宁主义为指导的社会主义国家 | 现存的以马克思列宁主义为指导的社会主义国家 |
| ------------------------------------------ | ------------------------------------------ | ------------------------------------------ | ------------------------------------------ | ------------------------------------------ | ------------------------------------------ | ------------------------------------------ | ------------------------------------------ | ------------------------------------------ |
| 中华人民共和国                             | 中国共产党                                 | 毛泽东思想 中国特色社会主义                | 中国共产党中央委员会总书记                 | 中国国家主席                               | 中国总理                                   | 社会主义共和制                             | 《中华人民共和国宪法》（1982年）           | 1982年                                     |
| 越南                                       | 越南共产党                                 | 胡志明思想                                 | 越南共产党中央委员会总书记                 | 越南国家主席                               | 越南总理                                   | 社会主义共和制                             | 《越南社会主义共和国宪法》（2013年）       | 2014年                                     |
|                                            | 老挝人民革命党                             | 凯山·丰威汉思想                            | 老挝人民革命党中央委员会总书记             | 老挝国家主席                               | 老挝总理                                   | 社会主义共和制                             | 《老挝人民民主共和国宪法》                 | 1991年                                     |
| 古巴                                       | 古巴共产党                                 | 马蒂思想 卡斯特罗主义 格瓦拉主义           | 古巴共产党中央委员会第一书记               | 古巴国家主席                               | 古巴总理                                   | 社会主义共和制                             | 《古巴共和国宪法》（2019年）               | 2019年                                     |

| 主权国家                       | 执政党                         | 主要意识形态                   | 国家元首                       | 政府首脑                       | 政治体制                           | 现行宪法                               | 行宪时间                       |
| 现存的宪法意义上的社会主义国家 | 现存的宪法意义上的社会主义国家 | 现存的宪法意义上的社会主义国家 | 现存的宪法意义上的社会主义国家 | 现存的宪法意义上的社会主义国家 | 现存的宪法意义上的社会主义国家     | 现存的宪法意义上的社会主义国家         | 现存的宪法意义上的社会主义国家 |
| ------------------------------ | ------------------------------ | ------------------------------ | ------------------------------ | ------------------------------ | ---------------------------------- | -------------------------------------- | ------------------------------ |
| 葡萄牙                         | 社会民主党                     | 自由保守主义                   | 葡萄牙总统                     | 葡萄牙总理                     | 单一多党半总统共和制               | 《葡萄牙共和国宪法》（1976年）         | 1976年                         |
| 斯里蘭卡                       | 人民解放阵线                   | 新社会主义                     | 斯里兰卡总统                   | 斯里兰卡总理                   | 单一多党半总统共和制               | 《斯里兰卡民主社会主义共和国宪法》     | 1978年                         |
|                                | 人民进步党/公民                | 社会民主主义                   | 圭亚那总统                     | 圭亚那总理                     | 单一多党议会共和制                 | 《圭亚那合作共和国宪法法案》           | 1980年                         |
| 坦桑尼亚                       | 革命党                         | 社会民主主义                   | 坦桑尼亚总统                   | 坦桑尼亚总理                   | 单一一党优势总统共和制             | 《坦桑尼亚联合共和国宪法》             | 1977年                         |
|                                | 无                             | 不適用                         | 孟加拉国总统                   | 孟加拉国首席顾问               | 临时政府统治下的单一多党议会共和制 | 《孟加拉人民共和国宪法》               | 1972年                         |
| 印度                           | 印度人民党                     | 印度教民族主义                 | 印度总统                       | 印度总理                       | 联邦多党议会共和制                 | 《印度宪法》                           | 1950年                         |
| 尼泊尔                         | 尼泊尔共产党（联合马列）       | 人民多党民主                   | 尼泊尔总统                     | 尼泊尔总理                     | 联邦多党议会共和制                 | 《尼泊尔宪法》（2015年）               | 2015年                         |
| 尼加拉瓜                       | 桑地諾民族解放陣線             | 桑地诺主义                     | 尼加拉瓜总统                   | 尼加拉瓜总统                   | 单一一党优势总统共和制             | 《尼加拉瓜共和国政治宪法》（1987年）   | 1987年                         |
|                                | 朝鲜劳动党                     | 金日成金正日主义               | 朝鲜国务委员会委员长           | 朝鲜内阁总理                   | 单一一党世袭共和制                 | 《朝鮮民主主義人民共和國社會主義憲法》 | 1972年                         |